# Chi Cá sóc
Chi Cá sóc (tên khoa học: Oryzias) là một chi cá thuộc họ Cá sóc Adrianichthyidae. Chi này khoảng 32 loài. Ở Nam Bộ, Việt Nam ghi nhận có 3 loài: cá sóc (Oryzias latipes), cá sóc Hậu Giang (Oryzias haugiangensis) và cá sóc Mê Công (Oryzias mekongensis).

## Các loài
Hiện tại có 33 loài được ghi nhận trong chi này:
- Oryzias asinua Parenti, Hadiaty, Lumbantobing & Herder, 2013[4]
- Oryzias bonneorum Parenti, 2008[5]
- Oryzias carnaticus (Jerdon, 1849)
- Oryzias celebensis (M. C. W. Weber, 1894): Cá sóc Celebes.
- Oryzias curvinotus (Nichols & C. H. Pope, 1927)
- Oryzias dancena (F. Hamilton, 1822)
- Oryzias eversi Herder, Hadiaty & Nolte, 2012[6]
- Oryzias hadiatyae Herder & Chapuis, 2010[7]
- Oryzias haugiangensis T. R. Roberts, 1998: Cá sóc Hậu Giang.
- Oryzias hubbsi T. R. Roberts, 1998
- Oryzias javanicus (Bleeker, 1854): Cá sóc Java.
- Oryzias latipes (Temminck & Schlegel, 1846): Cá sóc.
- Oryzias luzonensis (Herre & Ablan, 1934)
- Oryzias marmoratus (Aurich, 1935) (Marmorated medaka)
- Oryzias matanensis (Aurich, 1935) (Matano medaka)
- Oryzias mekongensis Uwa & Magtoon, 1986[8]: Cá sóc Mê Công.
- Oryzias melastigma (McClelland, 1839)
- Oryzias minutillus H. M. Smith, 1945: Cá sóc lùn.
- Oryzias nebulosus Parenti & Soeroto, 2004[9]
- Oryzias nigrimas Kottelat, 1990: Cá sóc đen.
- Oryzias orthognathus Kottelat, 1990: Cá sóc hàm nhọn.
- Oryzias pectoralis T. R. Roberts, 1998
- Oryzias profundicola Kottelat, 1990: Cá sóc vây vàng.
- Oryzias sakaizumii T. Asai, Senou & K. Hosoya, 2012 (Northern medaka)
- Oryzias sarasinorum (Popta, 1905) (đồng nghĩa: Xenopoecilus sarasinorum (Popta, 1905)): Cá sóc Sarasins.
- Oryzias setnai (Kulkarni, 1940) (đồng nghĩa: Horaichthys setnai Kulkarni 1940): Cá sóc Malabar.
- Oryzias sinensis Y. R. Chen, Uwa & X. L. Chu, 1989
- Oryzias soerotoi Mokodongan, Tanaka & Yamahira, 2014[10]
- Oryzias songkhramensis Magtoon, 2010
- Oryzias timorensis (M. C. W. Weber & de Beaufort, 1922)
- Oryzias uwai T. R. Roberts, 1998
- Oryzias wolasi Parenti, Hadiaty, Lumbantobing & Herder, 2013[4]
- Oryzias woworae Parenti & Hadiaty, 2010